# Ширакски държавен университет
Ширакски държавен университет (на арменски: Շիրակի պետական համալսարան) е държавен университет в град Гюмри, област Ширак, Армения. Основан е през 1934 г. Има над 30 специалности, разделени в седем факултета, в които учат над 6000 студенти. От 2022 г. ректор на университета е Серобян Ерванд.

## История
Основан е през 1934 г. като Ленинакански педагогически институт в град Ленинакан (дн. Гюмри), Арменска ССР. Основател на института е С. Мовсисян, като от 1935 до 1937 г. е негов ректор. За този кратък период от време Мовсисян успява да събере преподавателски състав, включващ заслужени учители на Ленинакан, и кани специалисти от столицата Ереван. През първата година институтът се състои от 16 учители и 100 студенти. През 1949 г. институтът е кръстен на Микаел Налбандян. През 1984 г. „за заслуги в подготовката на квалифицирани специалисти и развитието на научните изследвания в областта на педагогиката“ институтът е награден с ордена „Почетен знак“.
Към 1990 г. в института се обучават около 1000 студенти. В продължение на 80 години (до 2014 г.) в него преминават обучението си около 20 000 висшисти. Повечето от тях стават учители в училища и институти на републиката (като Миша Давоян, Самвел Баласанян, и др.). През 2016 г. се преименува на Ширакски държавен университет „Микаел Налбандян“.

## Структура
Към 2017 г. университетът е разделен на 7 факултета:
- Факултет по физика, математика и икономика;
- Факултет по история и филология;
- Факултет по биология и география;
- Факултет по чужди езици;
- Факултет по педагогика;
- Факултет по физическа и предвоенна подготовка;
- Факултет по философия и социални науки.